# Yosemite Valley
Yosemite Valley is een glaciale vallei in Yosemite National Park, in het oosten van de Amerikaanse staat Californië. De vallei ligt in het westen van de Sierra Nevada en is uitgesleten door een nu verdwenen gletsjer.  Na het verdwijnen van het ijs heeft de Merced River de plaats van de gletsjer als waterafvoer ingenomen.  De vallei is ongeveer 13 kilometer lang en tot circa 1.600 meter diep. Ze wordt omringd door hoge granieten bergen zoals Half Dome en El Capitan. Yosemite Valley is dichtbebost met dennen.

## Toerisme en bezienswaardigheden
Het dal is beroemd om zijn natuurschoon en wordt gezien als de belangrijkste bezienswaardigheid van Yosemite National Park. Het onthaalt het grote merendeel van de toeristen in het nationaal park.
Tot de bezienswaardigheden in de vallei horen de rotsformaties Half Dome, El Capitan, Sentinel Rock, Cathedral Rocks, Three Brothers, North Dome en de Royal Arches. Er zijn watervallen, waaronder de Yosemite Falls, Bridalveil Fall, Horsetail Fall, Lehamite Falls, Sentinel Fall, Ribbon Fall, Royal Arch Cascade, Silver Strand Falls, Snow Creek Falls en Staircase Falls. In het oosten van de vallei begint een kort maar populair wandelpad, Mist Trail, naar de Vernal en Nevada Falls. Vanuit de vallei zijn er een tiental uitgestippelde dagwandelingen beschikbaar, onder andere naar de voet van watervallen, maar even goed ook boven op de rotsen en watervallen. De Valley is de enige plaats waar gefietst kan worden; er zijn 19 km fietspaden en twee fietsverhuurpunten.
Bezoekers kunnen praktische informatie verkrijgen en de geschiedenis en natuur van Yosemite ontdekken in het Valley Visitor Center, het Valley Wilderness Center en het Yosemite Museum. Daarnaast is er een Nature Center aan Happy Isles, ten oosten van Yosemite Village. De LeConte Memorial Lodge, Yosemites oudste bezoekerscentrum, ligt in het tentenkamp Curry Village. Ook het Housekeeping Camp is een tentenkamp. Daarnaast is er het historische Ahwahnee Hotel en de Yosemite Lodge at the Falls. Er zijn ten slotte vier kampeerterreinen: Upper Pines, Lower Pines, North Pines en Camp 4.

## Yosemite Valley in de schilderkunst
Het natuurschoon in Yosemite Valley heeft naast vele fotografen ook verscheidene (romantische) kunstschilders geïnspireerd, onder wie Albert Bierstadt, Thomas Hill, William Keith en Frederick Ferdinand Schafer.
- Library of Congress Control Number: sh85149248
- National Archives and Records Administration: 10046154
- Nationale Bibliotheek van Tsjechië: ge727540
- Nationale Bibliotheek van Israël: 987007531986305171
- Virtual International Authority File: 234315619
- WorldCat: E39PBJg8HB9YbjPrtGvbTwXTpP

Bezienswaardigheden: Bridalveil Fall · Cathedral Lakes · Cathedral Peak · Chilnualna Falls · Clouds Rest · El Capitan · Emerald Pool · Glacier Point · Grand Canyon of the Tuolumne · Grizzly Giant · Half Dome · Hetch Hetchy · Horsetail Fall · John Muir Trail · Mariposa Grove · Merced Grove · Merced River · Mount Conness · Mount Dana · Mount Lyell · Mount Starr King · Nevadawaterval · Ostrander Lake · Pacific Crest Trail · Sentinel Dome · Sentinel Rock · Tenaya Canyon · Tenaya Lake · Tunnel View · Tuolumne Grove · Tuolumne Meadows · Tuolumne River · Vernalwaterval · Wawona Tunnel Tree · Yosemite Valley · Yosemitewaterval

Bebouwing: Ahwahnee Hotel · Badger Pass Ski Area · Camp 4 · Curry Village · Glacier Point Hotel · Housekeeping Camp · LeConte Memorial Lodge · Pioneer Yosemite History Center · Rangers' Club · Parsons Memorial Lodge · Wawona · Wawona Hotel · Yosemite Valley Chapel · Yosemite Valley Lodge · Yosemite Village

Vervoer: SR 41 · SR 120 · SR 140 · Wawona Tunnel · Yosemite Area Regional Transportation System

Personen: Ahwahnechee · Chief Tenaya · Frederick Law Olmsted · Galen Clark · John Conness · John Muir · Sierra Miwok · Stephen Mather · Robert Underwood Johnson